# Argentoliveingita
L'argentoliveingita és un mineral de la classe dels sulfurs, que pertany al grup de la sartorita. Rep el seu nom per la seva relació amb la liveingita, en honor del professor de química anglès G.D. Liveing (1827-1924), i pel seu contingut en argent.

## Característiques
L'argentoliveingita és una sulfosal de fórmula química AgxPb40-2xAs48+xS112, on x és major que 3 i menor que 4 (3 < x < 4). Va ser aprovada com a espècie vàlida per l'Associació Mineralògica Internacional l'any 2016. Cristal·litza en el sistema triclínic.

## Formació i jaciments
Va ser descoberta a la pedrera Lengenbach, a Fäld, a la comuna de Binn (Valais, Suïssa), l'únic indret on ha estat trobada aquesta espècie mineral.